# Atletica leggera ai Giochi olimpici intermedi - Lancio della pietra
Ai Giochi olimpici intermedi di Atene 16 atleti parteciparono alla gara di lancio della pietra. La prova si tenne il 27 aprile nello Stadio Panathinaiko. Non ci furono qualificazioni: si disputò direttamente la finale. L'attrezzo pesava 14 libbre, ovvero 6,35 kg.

## Finale
| Pos     | Paese       | Atleta              | Età | Misura   |
| ------- | ----------- | ------------------- | --- | -------- |
| Oro     | Grecia      | Nikolaos Georgantas | 26  | 19,925 m |
| Argento | Stati Uniti | Martin Sheridan     | 25  | 19,035 m |
| Bronzo  | Grecia      | Michalīs Dōrizas    | 20  | 18,585 m |

Quella di Atene 1906 è rimasta l'unica apparizione del lancio della pietra ai Giochi olimpici.